# Katastralgemeinde Hüttenberg
Die Katastralgemeinde Hüttenberg ist eine von acht Katastralgemeinden der Gemeinde Hüttenberg im Bezirk Sankt Veit an der Glan in Kärnten. Sie hat eine Fläche von 402,33 ha.
Die Katastralgemeinde gehört zum Sprengel des Vermessungsamtes Klagenfurt.

## Lage
Die Katastralgemeinde liegt im Nordosten des Bezirks Sankt Veit an der Glan, im oberen Görtschitztal, im Westen der Gemeinde Hüttenberg. Sie grenzt im Norden an die Katastralgemeinden Unterwald und St. Martin am Silberberg, im Nordosten an die Katastralgemeinde Zosen, im Südosten an die Katastralgemeinde Knappenberg, und im Westen an die zur Gemeinde Guttaring gehörende Katastralgemeinde Waitschach. Die Katastralgemeinde erstreckt sich über eine Höhenlage von 732 m ü. A. an der Görtschitz am Südrand der Katastralgemeinde bis zu knapp 1150 m ü. A. westlich oberhalb des Gemeindehauptorts Hüttenberg.

## Ortschaften
Auf dem Gebiet der Katastralgemeinde Hüttenberg liegen die Ortschaften Hüttenberg, Hüttenberg Land und Waitschach.

## Vermessungsamt-Sprengel
Die Katastralgemeinde gehört seit 1. Jänner 1998 zum Sprengel des Vermessungsamtes Klagenfurt. Davor war sie Teil des Sprengels des Vermessungsamtes St. Veit an der Glan.

## Geschichte
Ende des 18. Jahrhunderts wurden die Kärntner Steuergemeinden (später: Katastralgemeinden) gebildet und Steuerbezirken zugeordnet. Die Steuergemeinde Hüttenberg wurde Teil des Steuerbezirks Hüttenberg.
Im Zuge der Reformen nach der Revolution 1848/49 wurden in Kärnten die Steuerbezirke aufgelöst und Ortsgemeinden gebildet, die jeweils das Gebiet einer oder mehrerer Steuergemeinden umfassten. Die Steuer- bzw. Katastralgemeinde Hüttenberg wurde Teil der Gemeinde Hüttenberg. Die Größe der Katastralgemeinde wurde 1849 mit 465 Österreichischen Joch und 29 Klaftern (ca. 268 ha, also etwa ein Drittel weniger als die heutige Fläche) angegeben; damals lebten 550 Personen innerhalb der seinerzeitigen Grenzen der Katastralgemeinde.
1973 wurde die Katastralgemeinde Hüttenberg um etwa die Hälfte vergrößert: Im Zuge der Gemeindestrukturreform wurde damals ein etwa 135 ha großes Gebiet von der Katastralgemeinde Waitschach der Gemeinde Guttaring abgetrennt und an die Katastralgemeinde Hüttenberg und somit an die Gemeinde Hüttenberg angeschlossen, um die Grenzziehung den natürlichen und wirtschaftlichen Gegebenheiten anzupassen.
Die Katastralgemeinde Hüttenberg gehörte ab 1850 zum politischen Bezirk Sankt Veit an der Glan und zum Gerichtsbezirk Althofen. Von 1854 bis 1868 gehörte sie zum Gemischten Bezirk Althofen. Seit der Reform 1868 ist sie wieder Teil des politischen Bezirks Sankt Veit an der Glan, zunächst als Teil des Gerichtsbezirks Althofen, ab 1872 als Teil des Gerichtsbezirks Eberstein, und seit dessen Auflösung 1978 als Teil des Gerichtsbezirks St. Veit an der Glan.